# جويل ميكايلي
جويل ميكايلي (بالإنجليزية: Joel Michaely)‏ هو ممثل أمريكي، ولد في 1953.

## وصلات خارجية
- جويل ميكايلي على موقع IMDb (الإنجليزية)
- جويل ميكايلي على موقع ألو سيني (الفرنسية)
- جويل ميكايلي على موقع أول موفي (الإنجليزية)
- جويل ميكايلي على موقع قاعدة بيانات الفيلم (الإنجليزية)
- جويل ميكايلي على موقع كينوبويسك (الروسية)